# Ardisia goodenoughii
Ardisia goodenoughii är en viveväxtart som beskrevs av Caetano Xavier Furtado. Ardisia goodenoughii ingår i släktet Ardisia och familjen viveväxter. Inga underarter finns listade i Catalogue of Life.